# 事代主神社 (阿波市)
事代主神社（ことしろぬしじんじゃ）は、徳島県阿波市市場町伊月に鎮座する神社である。通称は「おっべっさん」。境内は伊月農村公園として整備されている。

## 歴史
創建年は不詳。一説によると安寧天皇の伯父にあたる多臣の子孫が出雲族を率いて当地の阿波国伊月にたどり着き、祖神である事代主命と祖母の五十鈴依媛命を奉斎したと伝わる。
江戸時代は事代明神、事代大明神と称していた。

## 祭神
- 事代主命

## 境内社
- 鎮守神社
- 森壱岐神
- 大住大明神

## 交通
- 徳島自動車道「土成インターチェンジ」より車で約15分。